# Чемпіонат УРСР із шахів 1957 (жінки)
17-й чемпіонат України із шахів серед жінок, що проходив у Києві з 19 березня по 16 квітня 1957 року.

## Загальна інформація про турнір
Фінальній частині чемпіонату України передували відбіркові змагання, у яких брали участь понад 250 шахісток. На жаль, у низці областей, як, наприклад, у Закарпатська, Житомирська, Чернівецька, Тернопільська, Сумська, турніри шахісток не проводилися.
Були проведені три півфінальні турніри, що відбулися у Києві (16 учасниць), Вінниці і Полтаві .
Фінальний турнір проводився за коловою системою за участі 18 шахісток, з них: 17 — першорозрядниць, одна шахістка — 2-го розряду.
З першого до останнього туру велася напружена боротьба за звання чемпіонки України. Спочатку лідерство захопили киянки Тетяна Крюкова та торішня переможниця Берта Вайсберг, а також представниця Львова Олена Кокшарова. У 4-му турі Кокшарова, досягши виграшного становища у партії з Артем'євою (Київ), допустила під час догравання прикру помилку і програла. Крюкова і Вайсберг лідирували ще 10 турів. Але у 16-му турі їх випередила чемпіонка Києва 1957 року Олена Малинова, яка на фініші досягла блискучого результату — 6 очок з 6.
У підсумку з результатом 13 очок з 17 можливих Олена Малинова посіла перше місце і вперше завоювала звання чемпіонки України. Друге — четверте місця розділили Берта Вайсберг, Антоніна Вітковська (Вінниця) та Тетяна Крюкова — по 12 очок. П'ятірку найкращих замкнула Ніна Русинкевич зі Сталіно (11½ очок). П'ять переможниць турніру отримали право взяти участь у півфінальних турнірах чемпіонату СРСР.
Нижче представлена одна з партій чемпіонки України Олени Малинової проти Антоніни Вітковської:

1. e4 e5 2. Kf3 Kc6 3. Cc4 Ce7 4. 0—0 Kf6 5. d4 ed 6. K:d4 0—0 7. K:c6 bc 8. е5 Ke8 9. f4 d5 10. ed cd 

11. Kc3 d5 12. Ce2 Cf6 13. Ka4 Kd6 14. c3 Тe8 15. Cd3 Cf5 16. C:f5 K:f5 17. Фc2 Kd6 18. Cd2 Ke4 19. Тae1 Фd6 20. Ce3 Cc5

21. b3 d4 22. cd C:d4 23. Крh1 Kg3+ 24. hg Фh6+ 25. Крg1 C:e3+ 26. Т:e3 Т:e3 27. Ф:c5 Т:g3 28. Тc1 Фe6 29. Фc7 Тg6 30. Тc2 Фe1+, і білі здалися (див.діаграму)

## Турнірна таблиця
|   | a | b | c | d | e | f | g | h |   |
| 8 | a8 чорна тура · g8 чорний король · a7 чорний пішак · c7 білий ферзь · f7 чорний пішак · g7 чорний пішак · h7 чорний пішак · g6 чорна тура · a4 білий кінь · f4 білий пішак · b3 білий пішак · a2 білий пішак · c2 біла тура · g2 білий пішак · e1 чорний ферзь · g1 білий король | a8 чорна тура · g8 чорний король · a7 чорний пішак · c7 білий ферзь · f7 чорний пішак · g7 чорний пішак · h7 чорний пішак · g6 чорна тура · a4 білий кінь · f4 білий пішак · b3 білий пішак · a2 білий пішак · c2 біла тура · g2 білий пішак · e1 чорний ферзь · g1 білий король | a8 чорна тура · g8 чорний король · a7 чорний пішак · c7 білий ферзь · f7 чорний пішак · g7 чорний пішак · h7 чорний пішак · g6 чорна тура · a4 білий кінь · f4 білий пішак · b3 білий пішак · a2 білий пішак · c2 біла тура · g2 білий пішак · e1 чорний ферзь · g1 білий король | a8 чорна тура · g8 чорний король · a7 чорний пішак · c7 білий ферзь · f7 чорний пішак · g7 чорний пішак · h7 чорний пішак · g6 чорна тура · a4 білий кінь · f4 білий пішак · b3 білий пішак · a2 білий пішак · c2 біла тура · g2 білий пішак · e1 чорний ферзь · g1 білий король | a8 чорна тура · g8 чорний король · a7 чорний пішак · c7 білий ферзь · f7 чорний пішак · g7 чорний пішак · h7 чорний пішак · g6 чорна тура · a4 білий кінь · f4 білий пішак · b3 білий пішак · a2 білий пішак · c2 біла тура · g2 білий пішак · e1 чорний ферзь · g1 білий король | a8 чорна тура · g8 чорний король · a7 чорний пішак · c7 білий ферзь · f7 чорний пішак · g7 чорний пішак · h7 чорний пішак · g6 чорна тура · a4 білий кінь · f4 білий пішак · b3 білий пішак · a2 білий пішак · c2 біла тура · g2 білий пішак · e1 чорний ферзь · g1 білий король | a8 чорна тура · g8 чорний король · a7 чорний пішак · c7 білий ферзь · f7 чорний пішак · g7 чорний пішак · h7 чорний пішак · g6 чорна тура · a4 білий кінь · f4 білий пішак · b3 білий пішак · a2 білий пішак · c2 біла тура · g2 білий пішак · e1 чорний ферзь · g1 білий король | a8 чорна тура · g8 чорний король · a7 чорний пішак · c7 білий ферзь · f7 чорний пішак · g7 чорний пішак · h7 чорний пішак · g6 чорна тура · a4 білий кінь · f4 білий пішак · b3 білий пішак · a2 білий пішак · c2 біла тура · g2 білий пішак · e1 чорний ферзь · g1 білий король | 8 |
| 7 | a8 чорна тура · g8 чорний король · a7 чорний пішак · c7 білий ферзь · f7 чорний пішак · g7 чорний пішак · h7 чорний пішак · g6 чорна тура · a4 білий кінь · f4 білий пішак · b3 білий пішак · a2 білий пішак · c2 біла тура · g2 білий пішак · e1 чорний ферзь · g1 білий король | a8 чорна тура · g8 чорний король · a7 чорний пішак · c7 білий ферзь · f7 чорний пішак · g7 чорний пішак · h7 чорний пішак · g6 чорна тура · a4 білий кінь · f4 білий пішак · b3 білий пішак · a2 білий пішак · c2 біла тура · g2 білий пішак · e1 чорний ферзь · g1 білий король | a8 чорна тура · g8 чорний король · a7 чорний пішак · c7 білий ферзь · f7 чорний пішак · g7 чорний пішак · h7 чорний пішак · g6 чорна тура · a4 білий кінь · f4 білий пішак · b3 білий пішак · a2 білий пішак · c2 біла тура · g2 білий пішак · e1 чорний ферзь · g1 білий король | a8 чорна тура · g8 чорний король · a7 чорний пішак · c7 білий ферзь · f7 чорний пішак · g7 чорний пішак · h7 чорний пішак · g6 чорна тура · a4 білий кінь · f4 білий пішак · b3 білий пішак · a2 білий пішак · c2 біла тура · g2 білий пішак · e1 чорний ферзь · g1 білий король | a8 чорна тура · g8 чорний король · a7 чорний пішак · c7 білий ферзь · f7 чорний пішак · g7 чорний пішак · h7 чорний пішак · g6 чорна тура · a4 білий кінь · f4 білий пішак · b3 білий пішак · a2 білий пішак · c2 біла тура · g2 білий пішак · e1 чорний ферзь · g1 білий король | a8 чорна тура · g8 чорний король · a7 чорний пішак · c7 білий ферзь · f7 чорний пішак · g7 чорний пішак · h7 чорний пішак · g6 чорна тура · a4 білий кінь · f4 білий пішак · b3 білий пішак · a2 білий пішак · c2 біла тура · g2 білий пішак · e1 чорний ферзь · g1 білий король | a8 чорна тура · g8 чорний король · a7 чорний пішак · c7 білий ферзь · f7 чорний пішак · g7 чорний пішак · h7 чорний пішак · g6 чорна тура · a4 білий кінь · f4 білий пішак · b3 білий пішак · a2 білий пішак · c2 біла тура · g2 білий пішак · e1 чорний ферзь · g1 білий король | a8 чорна тура · g8 чорний король · a7 чорний пішак · c7 білий ферзь · f7 чорний пішак · g7 чорний пішак · h7 чорний пішак · g6 чорна тура · a4 білий кінь · f4 білий пішак · b3 білий пішак · a2 білий пішак · c2 біла тура · g2 білий пішак · e1 чорний ферзь · g1 білий король | 7 |
| 6 | a8 чорна тура · g8 чорний король · a7 чорний пішак · c7 білий ферзь · f7 чорний пішак · g7 чорний пішак · h7 чорний пішак · g6 чорна тура · a4 білий кінь · f4 білий пішак · b3 білий пішак · a2 білий пішак · c2 біла тура · g2 білий пішак · e1 чорний ферзь · g1 білий король | a8 чорна тура · g8 чорний король · a7 чорний пішак · c7 білий ферзь · f7 чорний пішак · g7 чорний пішак · h7 чорний пішак · g6 чорна тура · a4 білий кінь · f4 білий пішак · b3 білий пішак · a2 білий пішак · c2 біла тура · g2 білий пішак · e1 чорний ферзь · g1 білий король | a8 чорна тура · g8 чорний король · a7 чорний пішак · c7 білий ферзь · f7 чорний пішак · g7 чорний пішак · h7 чорний пішак · g6 чорна тура · a4 білий кінь · f4 білий пішак · b3 білий пішак · a2 білий пішак · c2 біла тура · g2 білий пішак · e1 чорний ферзь · g1 білий король | a8 чорна тура · g8 чорний король · a7 чорний пішак · c7 білий ферзь · f7 чорний пішак · g7 чорний пішак · h7 чорний пішак · g6 чорна тура · a4 білий кінь · f4 білий пішак · b3 білий пішак · a2 білий пішак · c2 біла тура · g2 білий пішак · e1 чорний ферзь · g1 білий король | a8 чорна тура · g8 чорний король · a7 чорний пішак · c7 білий ферзь · f7 чорний пішак · g7 чорний пішак · h7 чорний пішак · g6 чорна тура · a4 білий кінь · f4 білий пішак · b3 білий пішак · a2 білий пішак · c2 біла тура · g2 білий пішак · e1 чорний ферзь · g1 білий король | a8 чорна тура · g8 чорний король · a7 чорний пішак · c7 білий ферзь · f7 чорний пішак · g7 чорний пішак · h7 чорний пішак · g6 чорна тура · a4 білий кінь · f4 білий пішак · b3 білий пішак · a2 білий пішак · c2 біла тура · g2 білий пішак · e1 чорний ферзь · g1 білий король | a8 чорна тура · g8 чорний король · a7 чорний пішак · c7 білий ферзь · f7 чорний пішак · g7 чорний пішак · h7 чорний пішак · g6 чорна тура · a4 білий кінь · f4 білий пішак · b3 білий пішак · a2 білий пішак · c2 біла тура · g2 білий пішак · e1 чорний ферзь · g1 білий король | a8 чорна тура · g8 чорний король · a7 чорний пішак · c7 білий ферзь · f7 чорний пішак · g7 чорний пішак · h7 чорний пішак · g6 чорна тура · a4 білий кінь · f4 білий пішак · b3 білий пішак · a2 білий пішак · c2 біла тура · g2 білий пішак · e1 чорний ферзь · g1 білий король | 6 |
| 5 | a8 чорна тура · g8 чорний король · a7 чорний пішак · c7 білий ферзь · f7 чорний пішак · g7 чорний пішак · h7 чорний пішак · g6 чорна тура · a4 білий кінь · f4 білий пішак · b3 білий пішак · a2 білий пішак · c2 біла тура · g2 білий пішак · e1 чорний ферзь · g1 білий король | a8 чорна тура · g8 чорний король · a7 чорний пішак · c7 білий ферзь · f7 чорний пішак · g7 чорний пішак · h7 чорний пішак · g6 чорна тура · a4 білий кінь · f4 білий пішак · b3 білий пішак · a2 білий пішак · c2 біла тура · g2 білий пішак · e1 чорний ферзь · g1 білий король | a8 чорна тура · g8 чорний король · a7 чорний пішак · c7 білий ферзь · f7 чорний пішак · g7 чорний пішак · h7 чорний пішак · g6 чорна тура · a4 білий кінь · f4 білий пішак · b3 білий пішак · a2 білий пішак · c2 біла тура · g2 білий пішак · e1 чорний ферзь · g1 білий король | a8 чорна тура · g8 чорний король · a7 чорний пішак · c7 білий ферзь · f7 чорний пішак · g7 чорний пішак · h7 чорний пішак · g6 чорна тура · a4 білий кінь · f4 білий пішак · b3 білий пішак · a2 білий пішак · c2 біла тура · g2 білий пішак · e1 чорний ферзь · g1 білий король | a8 чорна тура · g8 чорний король · a7 чорний пішак · c7 білий ферзь · f7 чорний пішак · g7 чорний пішак · h7 чорний пішак · g6 чорна тура · a4 білий кінь · f4 білий пішак · b3 білий пішак · a2 білий пішак · c2 біла тура · g2 білий пішак · e1 чорний ферзь · g1 білий король | a8 чорна тура · g8 чорний король · a7 чорний пішак · c7 білий ферзь · f7 чорний пішак · g7 чорний пішак · h7 чорний пішак · g6 чорна тура · a4 білий кінь · f4 білий пішак · b3 білий пішак · a2 білий пішак · c2 біла тура · g2 білий пішак · e1 чорний ферзь · g1 білий король | a8 чорна тура · g8 чорний король · a7 чорний пішак · c7 білий ферзь · f7 чорний пішак · g7 чорний пішак · h7 чорний пішак · g6 чорна тура · a4 білий кінь · f4 білий пішак · b3 білий пішак · a2 білий пішак · c2 біла тура · g2 білий пішак · e1 чорний ферзь · g1 білий король | a8 чорна тура · g8 чорний король · a7 чорний пішак · c7 білий ферзь · f7 чорний пішак · g7 чорний пішак · h7 чорний пішак · g6 чорна тура · a4 білий кінь · f4 білий пішак · b3 білий пішак · a2 білий пішак · c2 біла тура · g2 білий пішак · e1 чорний ферзь · g1 білий король | 5 |
| 4 | a8 чорна тура · g8 чорний король · a7 чорний пішак · c7 білий ферзь · f7 чорний пішак · g7 чорний пішак · h7 чорний пішак · g6 чорна тура · a4 білий кінь · f4 білий пішак · b3 білий пішак · a2 білий пішак · c2 біла тура · g2 білий пішак · e1 чорний ферзь · g1 білий король | a8 чорна тура · g8 чорний король · a7 чорний пішак · c7 білий ферзь · f7 чорний пішак · g7 чорний пішак · h7 чорний пішак · g6 чорна тура · a4 білий кінь · f4 білий пішак · b3 білий пішак · a2 білий пішак · c2 біла тура · g2 білий пішак · e1 чорний ферзь · g1 білий король | a8 чорна тура · g8 чорний король · a7 чорний пішак · c7 білий ферзь · f7 чорний пішак · g7 чорний пішак · h7 чорний пішак · g6 чорна тура · a4 білий кінь · f4 білий пішак · b3 білий пішак · a2 білий пішак · c2 біла тура · g2 білий пішак · e1 чорний ферзь · g1 білий король | a8 чорна тура · g8 чорний король · a7 чорний пішак · c7 білий ферзь · f7 чорний пішак · g7 чорний пішак · h7 чорний пішак · g6 чорна тура · a4 білий кінь · f4 білий пішак · b3 білий пішак · a2 білий пішак · c2 біла тура · g2 білий пішак · e1 чорний ферзь · g1 білий король | a8 чорна тура · g8 чорний король · a7 чорний пішак · c7 білий ферзь · f7 чорний пішак · g7 чорний пішак · h7 чорний пішак · g6 чорна тура · a4 білий кінь · f4 білий пішак · b3 білий пішак · a2 білий пішак · c2 біла тура · g2 білий пішак · e1 чорний ферзь · g1 білий король | a8 чорна тура · g8 чорний король · a7 чорний пішак · c7 білий ферзь · f7 чорний пішак · g7 чорний пішак · h7 чорний пішак · g6 чорна тура · a4 білий кінь · f4 білий пішак · b3 білий пішак · a2 білий пішак · c2 біла тура · g2 білий пішак · e1 чорний ферзь · g1 білий король | a8 чорна тура · g8 чорний король · a7 чорний пішак · c7 білий ферзь · f7 чорний пішак · g7 чорний пішак · h7 чорний пішак · g6 чорна тура · a4 білий кінь · f4 білий пішак · b3 білий пішак · a2 білий пішак · c2 біла тура · g2 білий пішак · e1 чорний ферзь · g1 білий король | a8 чорна тура · g8 чорний король · a7 чорний пішак · c7 білий ферзь · f7 чорний пішак · g7 чорний пішак · h7 чорний пішак · g6 чорна тура · a4 білий кінь · f4 білий пішак · b3 білий пішак · a2 білий пішак · c2 біла тура · g2 білий пішак · e1 чорний ферзь · g1 білий король | 4 |
| 3 | a8 чорна тура · g8 чорний король · a7 чорний пішак · c7 білий ферзь · f7 чорний пішак · g7 чорний пішак · h7 чорний пішак · g6 чорна тура · a4 білий кінь · f4 білий пішак · b3 білий пішак · a2 білий пішак · c2 біла тура · g2 білий пішак · e1 чорний ферзь · g1 білий король | a8 чорна тура · g8 чорний король · a7 чорний пішак · c7 білий ферзь · f7 чорний пішак · g7 чорний пішак · h7 чорний пішак · g6 чорна тура · a4 білий кінь · f4 білий пішак · b3 білий пішак · a2 білий пішак · c2 біла тура · g2 білий пішак · e1 чорний ферзь · g1 білий король | a8 чорна тура · g8 чорний король · a7 чорний пішак · c7 білий ферзь · f7 чорний пішак · g7 чорний пішак · h7 чорний пішак · g6 чорна тура · a4 білий кінь · f4 білий пішак · b3 білий пішак · a2 білий пішак · c2 біла тура · g2 білий пішак · e1 чорний ферзь · g1 білий король | a8 чорна тура · g8 чорний король · a7 чорний пішак · c7 білий ферзь · f7 чорний пішак · g7 чорний пішак · h7 чорний пішак · g6 чорна тура · a4 білий кінь · f4 білий пішак · b3 білий пішак · a2 білий пішак · c2 біла тура · g2 білий пішак · e1 чорний ферзь · g1 білий король | a8 чорна тура · g8 чорний король · a7 чорний пішак · c7 білий ферзь · f7 чорний пішак · g7 чорний пішак · h7 чорний пішак · g6 чорна тура · a4 білий кінь · f4 білий пішак · b3 білий пішак · a2 білий пішак · c2 біла тура · g2 білий пішак · e1 чорний ферзь · g1 білий король | a8 чорна тура · g8 чорний король · a7 чорний пішак · c7 білий ферзь · f7 чорний пішак · g7 чорний пішак · h7 чорний пішак · g6 чорна тура · a4 білий кінь · f4 білий пішак · b3 білий пішак · a2 білий пішак · c2 біла тура · g2 білий пішак · e1 чорний ферзь · g1 білий король | a8 чорна тура · g8 чорний король · a7 чорний пішак · c7 білий ферзь · f7 чорний пішак · g7 чорний пішак · h7 чорний пішак · g6 чорна тура · a4 білий кінь · f4 білий пішак · b3 білий пішак · a2 білий пішак · c2 біла тура · g2 білий пішак · e1 чорний ферзь · g1 білий король | a8 чорна тура · g8 чорний король · a7 чорний пішак · c7 білий ферзь · f7 чорний пішак · g7 чорний пішак · h7 чорний пішак · g6 чорна тура · a4 білий кінь · f4 білий пішак · b3 білий пішак · a2 білий пішак · c2 біла тура · g2 білий пішак · e1 чорний ферзь · g1 білий король | 3 |
| 2 | a8 чорна тура · g8 чорний король · a7 чорний пішак · c7 білий ферзь · f7 чорний пішак · g7 чорний пішак · h7 чорний пішак · g6 чорна тура · a4 білий кінь · f4 білий пішак · b3 білий пішак · a2 білий пішак · c2 біла тура · g2 білий пішак · e1 чорний ферзь · g1 білий король | a8 чорна тура · g8 чорний король · a7 чорний пішак · c7 білий ферзь · f7 чорний пішак · g7 чорний пішак · h7 чорний пішак · g6 чорна тура · a4 білий кінь · f4 білий пішак · b3 білий пішак · a2 білий пішак · c2 біла тура · g2 білий пішак · e1 чорний ферзь · g1 білий король | a8 чорна тура · g8 чорний король · a7 чорний пішак · c7 білий ферзь · f7 чорний пішак · g7 чорний пішак · h7 чорний пішак · g6 чорна тура · a4 білий кінь · f4 білий пішак · b3 білий пішак · a2 білий пішак · c2 біла тура · g2 білий пішак · e1 чорний ферзь · g1 білий король | a8 чорна тура · g8 чорний король · a7 чорний пішак · c7 білий ферзь · f7 чорний пішак · g7 чорний пішак · h7 чорний пішак · g6 чорна тура · a4 білий кінь · f4 білий пішак · b3 білий пішак · a2 білий пішак · c2 біла тура · g2 білий пішак · e1 чорний ферзь · g1 білий король | a8 чорна тура · g8 чорний король · a7 чорний пішак · c7 білий ферзь · f7 чорний пішак · g7 чорний пішак · h7 чорний пішак · g6 чорна тура · a4 білий кінь · f4 білий пішак · b3 білий пішак · a2 білий пішак · c2 біла тура · g2 білий пішак · e1 чорний ферзь · g1 білий король | a8 чорна тура · g8 чорний король · a7 чорний пішак · c7 білий ферзь · f7 чорний пішак · g7 чорний пішак · h7 чорний пішак · g6 чорна тура · a4 білий кінь · f4 білий пішак · b3 білий пішак · a2 білий пішак · c2 біла тура · g2 білий пішак · e1 чорний ферзь · g1 білий король | a8 чорна тура · g8 чорний король · a7 чорний пішак · c7 білий ферзь · f7 чорний пішак · g7 чорний пішак · h7 чорний пішак · g6 чорна тура · a4 білий кінь · f4 білий пішак · b3 білий пішак · a2 білий пішак · c2 біла тура · g2 білий пішак · e1 чорний ферзь · g1 білий король | a8 чорна тура · g8 чорний король · a7 чорний пішак · c7 білий ферзь · f7 чорний пішак · g7 чорний пішак · h7 чорний пішак · g6 чорна тура · a4 білий кінь · f4 білий пішак · b3 білий пішак · a2 білий пішак · c2 біла тура · g2 білий пішак · e1 чорний ферзь · g1 білий король | 2 |
| 1 | a8 чорна тура · g8 чорний король · a7 чорний пішак · c7 білий ферзь · f7 чорний пішак · g7 чорний пішак · h7 чорний пішак · g6 чорна тура · a4 білий кінь · f4 білий пішак · b3 білий пішак · a2 білий пішак · c2 біла тура · g2 білий пішак · e1 чорний ферзь · g1 білий король | a8 чорна тура · g8 чорний король · a7 чорний пішак · c7 білий ферзь · f7 чорний пішак · g7 чорний пішак · h7 чорний пішак · g6 чорна тура · a4 білий кінь · f4 білий пішак · b3 білий пішак · a2 білий пішак · c2 біла тура · g2 білий пішак · e1 чорний ферзь · g1 білий король | a8 чорна тура · g8 чорний король · a7 чорний пішак · c7 білий ферзь · f7 чорний пішак · g7 чорний пішак · h7 чорний пішак · g6 чорна тура · a4 білий кінь · f4 білий пішак · b3 білий пішак · a2 білий пішак · c2 біла тура · g2 білий пішак · e1 чорний ферзь · g1 білий король | a8 чорна тура · g8 чорний король · a7 чорний пішак · c7 білий ферзь · f7 чорний пішак · g7 чорний пішак · h7 чорний пішак · g6 чорна тура · a4 білий кінь · f4 білий пішак · b3 білий пішак · a2 білий пішак · c2 біла тура · g2 білий пішак · e1 чорний ферзь · g1 білий король | a8 чорна тура · g8 чорний король · a7 чорний пішак · c7 білий ферзь · f7 чорний пішак · g7 чорний пішак · h7 чорний пішак · g6 чорна тура · a4 білий кінь · f4 білий пішак · b3 білий пішак · a2 білий пішак · c2 біла тура · g2 білий пішак · e1 чорний ферзь · g1 білий король | a8 чорна тура · g8 чорний король · a7 чорний пішак · c7 білий ферзь · f7 чорний пішак · g7 чорний пішак · h7 чорний пішак · g6 чорна тура · a4 білий кінь · f4 білий пішак · b3 білий пішак · a2 білий пішак · c2 біла тура · g2 білий пішак · e1 чорний ферзь · g1 білий король | a8 чорна тура · g8 чорний король · a7 чорний пішак · c7 білий ферзь · f7 чорний пішак · g7 чорний пішак · h7 чорний пішак · g6 чорна тура · a4 білий кінь · f4 білий пішак · b3 білий пішак · a2 білий пішак · c2 біла тура · g2 білий пішак · e1 чорний ферзь · g1 білий король | a8 чорна тура · g8 чорний король · a7 чорний пішак · c7 білий ферзь · f7 чорний пішак · g7 чорний пішак · h7 чорний пішак · g6 чорна тура · a4 білий кінь · f4 білий пішак · b3 білий пішак · a2 білий пішак · c2 біла тура · g2 білий пішак · e1 чорний ферзь · g1 білий король | 1 |
|   | a | b | c | d | e | f | g | h |   |

| №  | Учасник                 | Місто         | 1 | 2 | 3 | 4 | 5 | 6 | 7 | 8 | 9 | 10 | 11 | 12 | 13 | 14 | 15 | 16 | 17 | 18 |  | + | − | = | Очки | Місце   |
| -- | ----------------------- | ------------- | - | - | - | - | - | - | - | - | - | -- | -- | -- | -- | -- | -- | -- | -- | -- |  | - | - | - | ---- | ------- |
| 1  | Олена Малинова          | Київ          |   |   | 1 |   |   |   |   |   |   |    |    |    |    |    |    |    |    |    |  |   |   |   | 13   | Gold    |
| 2  | Берта Вайсберг          | Київ          |   |   |   |   |   |   |   |   |   |    |    |    |    |    |    |    | 0  |    |  |   |   |   | 12   | — 4     |
| 3  | Антоніна Вітковська     | Вінниця       | 0 |   |   |   |   |   |   |   |   |    |    |    |    |    |    |    |    |    |  |   |   |   | 12   | — 4     |
| 4  | Тетяна Крюкова (Махиня) | Київ          |   |   |   |   |   |   |   |   |   |    |    |    |    |    |    |    | 1  |    |  |   |   |   | 12   | — 4     |
| 5  | Ніна Русинкевич         | Сталіно       |   |   |   |   |   |   |   |   |   |    |    |    |    |    |    |    |    |    |  |   |   |   | 11½  | 5       |
| 6  | Любов Якір (Коган)      | Київ          |   |   |   |   |   |   |   |   |   |    |    |    |    |    |    |    |    |    |  |   |   |   | 11   | 6       |
| 7  | Алла Рубінчик           | Київ          |   |   |   |   |   |   |   |   |   |    |    |    | 1  |    |    |    |    |    |  |   |   |   | 10½  | 7       |
| 8  | Естер Гольдберг         | Київ          |   |   |   |   |   |   |   |   |   |    |    |    |    |    |    |    |    |    |  |   |   |   | 9    | 8       |
| 9  | Олена Кокшарова         | Львів         |   |   |   |   |   |   |   |   |   |    |    |    |    | 0  |    |    |    | 1  |  |   |   |   | 8    | 9 — 10  |
| 10 | А. Вишинська            | Черкаси       |   |   |   |   |   |   |   |   |   |    |    |    |    |    |    |    |    |    |  |   |   |   | 8    | 9 — 10  |
| 11 | Л. Гейман               | Кіровоград    |   |   |   |   |   |   |   |   |   |    |    |    |    |    |    |    |    |    |  |   |   |   | 7½   | 11      |
| 12 | Зірка Ткачук            | Київ          |   |   |   |   |   |   |   |   |   |    |    |    |    |    |    | 1  |    |    |  |   |   |   | 7    | 12      |
| 13 | М. Марченко             | Алушта        |   |   |   |   |   |   | 0 |   |   |    |    |    |    |    |    |    |    |    |  |   |   |   | 6½   | 13      |
| 14 | Зінаїда Артем'єва       | Київ          |   |   |   |   |   |   |   |   | 1 |    |    |    |    |    |    |    |    |    |  |   |   |   | 6    | 14      |
| 15 | М.Терашкевич            | Харків        |   |   |   |   |   |   |   |   |   |    |    |    |    |    |    |    |    |    |  |   |   |   | 5½   | 15      |
| 16 | Л. Чечик                | Київ          |   |   |   |   |   |   |   |   |   |    |    | 0  |    |    |    |    |    |    |  |   |   |   | 4½   | 16      |
| 17 | Є. Бочко                | Ворошиловград |   | 1 |   | 0 |   |   |   |   |   |    |    |    |    |    |    |    |    |    |  |   |   |   | 4    | 17 — 18 |
| 18 | Ніна Климова            | Одеса         |   |   |   |   |   |   |   |   | 0 |    |    |    |    |    |    |    |    |    |  |   |   |   | 4    | 17 — 18 |